# Giuseppe Nitti
Giuseppe Nitti (Napoli, 29 settembre 1901 – 14 luglio 1967) è stato un politico e avvocato italiano.

## Biografia
Secondogenito dell'ex presidente del Consiglio e più volte ministro Francesco Saverio Nitti, si laureò in Giurisprudenza perché voleva fare l'avvocato. Con l'avvento del fascismo la famiglia Nitti si rifugiò esule prima in Svizzera e poi a Parigi. E invece di fare l'avvocato, Giuseppe si dedicò al giornalismo, non solo a Parigi. Una volta accompagnò il padre in Argentina da un conoscente che aveva una rappresentanza di assicurazioni ed era proprietario a Buenos Aires di un giornale diretto agli italiani. Quando costui morì, Giuseppe rilevò il giornale che durò comunque poco per mancanza di finanziamenti.
A Parigi conobbe una ragazza che frequentava le sorelle, Maria Luigia detta "Pimpa". Era la figlia di Nullo Baldini, anche lui in esilio. I due si fidanzarono e si sposarono al Consolato generale d'Italia poco prima della disfatta francese da parte dei tedeschi. Molti avevano già lasciato Parigi, Giuseppe trovò come testimoni due pittori italiani. Poi, quando l'intera famiglia Nitti si trasferì prima in Bretagna e poi a Tolosa, anche loro due lasciarono Parigi.
Rientrarono in Italia nel 1945, andando ad abitare a Roma in una casa davanti a Villa Massimo. Nell'appartamento di fianco abitava Ignazio Silone. Fu eletto parlamentare nella prima legislatura repubblicana per il Partito Liberale, Pimpa dette il suo primo voto ai socialisti e diventò una delle animatrici dell'UDI (Unione Donne Italiane). Giuseppe Nitti fu autore alla Camera di 30 interventi e 9 proposte di legge, rimanendo in carica fino al 1953.
Morì nel 1967 all'età di 65 anni.